# (4560) Klyuchevskij
(4560) Klyuchevskij es un asteroide perteneciente al cinturón de asteroides, descubierto el 16 de diciembre de 1976 por la astrónoma soviética Liudmila Chernyj desde el Observatorio Astrofísico de Crimea (República de Crimea), Rusia).

## Designación y nombre
Designado provisionalmente como  1976 YD2. Fue nombrado Klyuchevskij en honor al historiador ruso Vasili Kliuchevski.